# Бюст Б. Е. Патона (Киев)
Бюст Б. Е. Патона — прижизненный бюст в Киеве, установленный в честь Б. Е. Патона, советского и украинского учёного в области металлургии и технологии металлов, доктора технических наук, профессора. С 1962 года — президента Национальной академии наук Украины перед зданием Академии наук НАН Украины. 

## История
Как дважды Герой Социалистического Труда, по советским законам, Б. Е. Патон удостоен прижизненного бюста на родине — в городе Киеве. Б. Патон — единственный киевлянин, увековеченный таким образом. Сам академик говорил об этом с улыбкой: 

«Слава Богу, это не памятник, а бюст, который согласно постановлению правительства страны устанавливался на родине каждого дважды Героя Социалистического труда».
Установлен на улице Богдана Хмельницкого, 15 перед зданием Академии наук НАН Украины.
Бюст — бронза, гранит; скульптор А. П. Скобликов, арх. И. Н. и А. И. Седак, открыт в 1982. Народный художник УССР (1976) А. П. Скобликов в 1980 году уже рисовал портрет Патона.
На бюсте надпись:
«Герой Социалистического Труда Академик Патон Борис Евгеньевич за выдающиеся заслуги в развитии советской науки Указом Президиума Верховного Совета СССР от 24 ноября 1978 года награждён Орденом Ленина и второй Золотой медалью „Серп и Молот“»

### Для дополнительного чтения
- Открытие бронзового бюста академика Б. Е. Патона // Вестник Академии наук СССР. — 1983. — Т. 53, № 7. — С. 142.
- Малиновский Б. Н. Про бюст // Академик Борис Патон: Труд на всю жизнь. — М. : ПЕР СЭ, 2002. — С. 11. — 271 с. : ил. — ISBN 5-9292-0056-4.